# Zuzana Lajbnerová
Zuzana Lajbnerová, provdaná Valentová (* 20. května 1963, Hradec Králové), je bývalá československá a později česká atletka, vícebojařka.
S atletikou začínala v roce 1975 ve Spartaku Hradec Králové. Dříve se věnovala gymnastice. První výrazný úspěch na mezinárodní scéně zaznamenala v roce 1981 na juniorském mistrovství Evropy v nizozemském Utrechtu, kde skončila těsně pod stupni vítězů, na 4. místě v hodu diskem.
V roce 1987 získala na světové letní univerziádě v Záhřebu bronzovou medaili v sedmiboji (6 224 bodů). V témže roce se zúčastnila také MS v atletice v Římě, kde však závod nedokončila.
19. června 1988 v rakouském Götzisu vytvořila výkonem 6 268 bodů nový český rekord v sedmiboji. O několik týdnů později reprezentovala na letních olympijských hrách v jihokorejském Soulu, kde v sedmi disciplínách nasbírala celkově 6 252 bodů a obsadila konečné 9. místo. Na olympijskou vítězku, Američanku Jackie Joynerovou-Kerseeovou, která zde tehdy vytvořila dosud platný světový rekord ztratila 1 039 bodů.
16. června 2010 na kladenském TNT - Fortuna Meetingu její rekord vyrovnala Eliška Klučinová, která v roce 2012 na témže místě posunula hodnotu českého rekordu na 6 283 bodů.